# 杨大利
杨大利（又名杨大力；英文名：Dali L. Yang，1964年—），美籍华人政治学家。美国芝加哥大学政治科学系William C. Reavis讲席教授， 校长全球事务高级顾问。

## 生平
杨大利於1983年獲得了北京科技大學的工程學學士學位，曾在母校外語系短暫教過英語。他於1988年獲得波特蘭州立大學政治學碩士學位，於1993年1月獲得普林斯頓大學政治學博士學位。杨大利教授此前任芝加哥大学北京中心创始主任(2010-2016)。在芝加哥大学，曾任政治科学系主任 (2004-2007)、东亚研究中心主任（2008-2010）及国际关系委员会主任（1999-2004）。曾任新加坡国立大学东亚研究所主任（2007－2008）。  

## 主要著作
- Calamity and Reform in China : State, Rural society, and Institutional Change since the Great Leap Famine（中国的灾难与改革：大跃进饥荒与制度变迁）。 斯坦福大学出版社， 1996年。
- Beyond Beijing: Liberalization and the Regions in China（自由化与中国的区域）。 Routledge, 1997年。
- Remaking the Chinese Leviathan: Market Transition and the Politics of Governance（重塑中国巨龙： 市场转型与治理政治）。 斯坦福大学出版社， 2004年版。
- 魏后凯、刘凯、周民良、杨大利、胡武贤：《中国地区发展——经济增长、制度变迁与地区差异》。经济管理出版社，1997.6； 2007.
- （与Barry Naughton合编）Holding China Together: Diversity and National Integration in the Post-Deng Era。 剑桥大学出版社， 2004年。